# سفرينوس
مارتن الأول هو البابا رقم 71 في قائمة باباوات الكنيسة الكاثوليكية من 28 مايو 640 إلى 12 أغسطس 642، وكان من أصل روماني وقد تم انتخابه بعد شغور الكرسي الرسولي الذي دام مدة سنة وسبعة أشهر.